# 利格斯多夫
利格斯多夫（法語：Ligsdorf，法語發音：[liksdɔʁf]）是法国上莱茵省的一个市镇，位于该省南部，属于阿尔特基什区。

## 地理
利格斯多夫（47°28'21"N, 7°18'19"E）面积10.03 平方千米，位于法国大東部大區上莱茵省，该省份为法国东部内陆省份，是阿尔萨斯的一部分，今与下莱茵省组成了阿尔萨斯欧洲集体，其北临下莱茵省，西接孚日省，西南接贝尔福地区省，东侧沿莱茵河与德国相望，南与瑞士接壤。
与利格斯多夫接壤的市镇（或旧市镇、城区）包括：基菲斯、费雷特、松德斯多夫、吕塞勒、温克尔、本多夫。
利格斯多夫的时区为UTC+01:00、UTC+02:00（夏令时）。

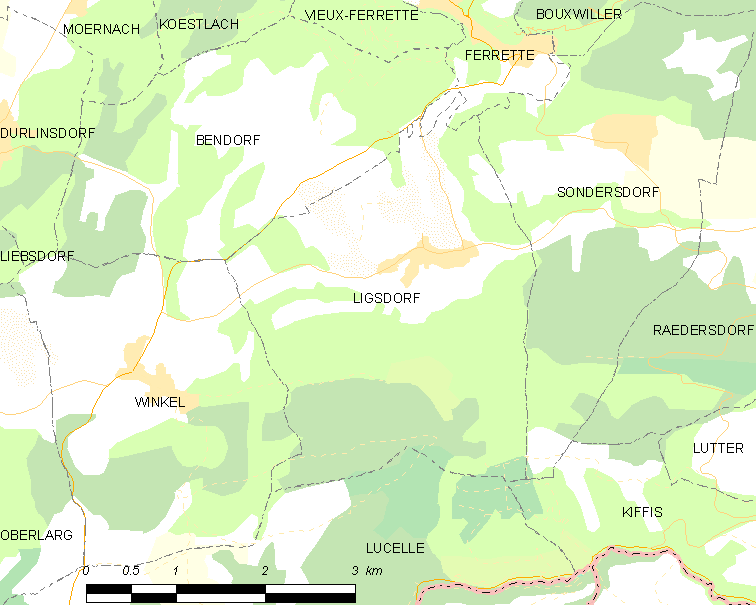
利格斯多夫的OSM定位图

## 行政
利格斯多夫的邮政编码为68480，INSEE市镇编码为68186。

## 政治
利格斯多夫所属的省级选区为阿尔特基什县。

## 人口

1962-2008年间利格斯多夫人口变化图示

利格斯多夫于2022年1月1日时的人口数量为317人。